# あまくない砂糖の話
『あまくない砂糖の話』（あまくないさとうのはなし, 原題：『That Sugar Film』）は、2014年に公開されたオーストラリアのドキュメンタリー映画である。

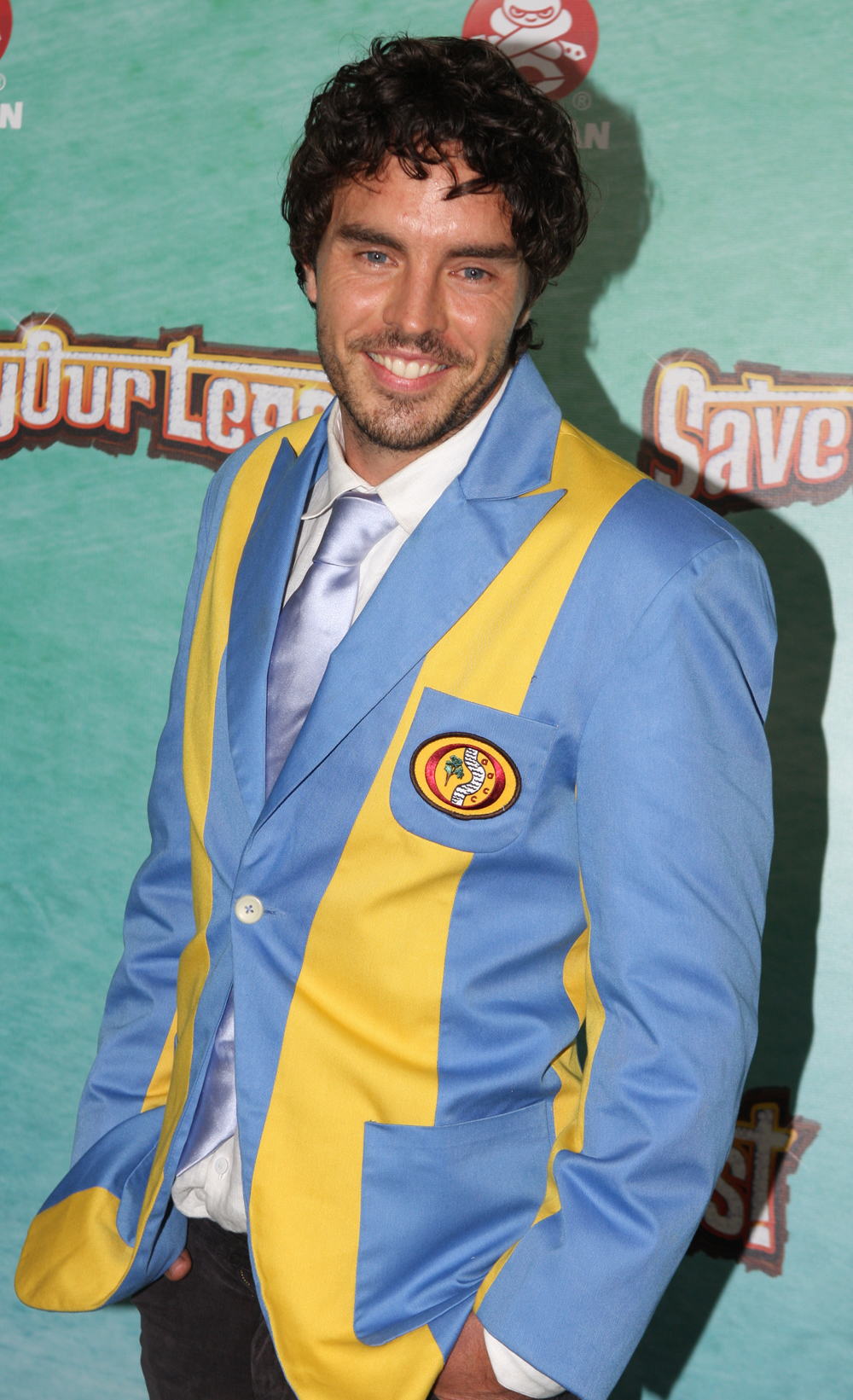
本作で主演・監督を務めたデイモン・ガモー（2013年）

## 作品概要
オーストラリア人の俳優で映画監督のデイモン・ガモー(Damon Gameau)が、自らの身体を実験台に、「砂糖を摂取し続けると人体にどのような影響を及ぼすのか」を映像で記録した作品である。ガモーは、
- 1日に、ティースプーン40杯分の砂糖を摂取（角砂糖40個分、160g）する。一般のオーストラリア人による砂糖の平均的摂取量に揃えた
- ジャンクフード、甘いお菓子、甘いジュースを避ける
- 世間から「健康に配慮している」と思われている食品を食べる（シリアル、低脂肪ヨーグルト、ビタミン飲料。炭水化物が多く、脂肪分が少ない食品全般）
- 1日の摂取エネルギーは2300kcal（実験開始前と同じ摂取エネルギーに揃える。これには砂糖からの摂取エネルギーも含む）
- 実験開始前と同じく、運動（有酸素運動とレジスタンス運動の両方とも）を続ける

この生活を60日間続けた。なお、砂糖に加えて、果糖も摂取していた。実験開始前のガモーが摂っていた食事における栄養素の比率は、「脂肪50％、タンパク質26％、炭水化物24％」であった。
60日間の砂糖摂取実験で、ガモーは脂肪肝を発症し、糖尿病を発症する寸前にまでなり、精神面では無気力感に包まれた。
ガモーの身体に起こった変化は、具体的には以下のとおりであった。
- 実験開始12日目の時点で、体重は3.2kg増加した
- 体重は、最終的に8.5kg増加した
- 体脂肪が7％増加した
- 腰回りが10cm膨らんだ
- 実験開始前よりも摂取エネルギーが2300kcal未満に減った期間があるが、それでも体重は増加した
- 血中の中性脂肪値が20（正常値）だったのが、倍の40（危険水域）にまで増加した
- 実験開始から18日目の時点で、脂肪肝の一歩手前にまでなるほど、内臓脂肪が増加した
- 医師から「（内臓脂肪が増えたのが原因で）糖尿病の初期症状」との診断を受けた
- 顔に吹き出物ができた
- 睡眠から目覚めると、砂糖が欲しくなる。食べても時間が経過すると、再び砂糖を食べたくなる
- 常に倦怠感があり、砂糖をいつでも欲するようになった
- 脱力感が酷く、運動を続けるのがだるくなってきた

映画では、「至福点」(Bliss point (food)|Bliss Point)を紹介している。これは1960年代にできた造語の1つで、「食べ物に添加される糖分の最適な量」であり、ヒトが「美味しさ」と「多幸感」を最も覚える糖分の量のことである。これを超えた量の糖を添加すると、「美味しさ」は低下するという。
60日間に亘る砂糖摂取実験を終えたのち、ガモーは実験前に摂っていたころの食事に戻した。砂糖の摂取を避け、肉を初めとする動物性食品、緑色野菜、アボカド、ナッツを摂取するようになると、ガモーの身体に見られた病的な状況は速やかに回復した。

## 出演者
本作には、ヒュー・ジャックマン、スティーヴン・フライ、イザベル・ルーカス、ブレントン・スウェイツといった俳優も出演している。ヒュー・ジャックマンは映画の前半にて、「This is the condensed history of sugar.」（「砂糖の歴史を簡潔に述べましょう」）と、人類が砂糖を本格的に消費するようになるまでの歴史をおどけた調子で紹介する役柄で出演しており、その中で、「エリザベス1世は、砂糖の食べ過ぎで歯は黒く、ボロボロでした」と述べている。
ニューヨーク・タイムスに所属するジャーナリストの1人、マイケル・モス(Michael Moss)、サイエンス・ジャーナリストのゲアリー・タウブス(Gary Taubes)も出演しており、ガモーからのインタビューに答えている。劇中に挿入されるサウンド・トラックには、ピーター・ガブリエル、デペッシュ・モード、フローレンス・アンド・ザ・マシーンが名を連ねている。
デイモン・ガモーは、2004年に公開されたドキュメンタリー映画、『スーパーサイズ・ミー』(Super size me)について、「自分にとっても特別な意味を持つ作品」であり、『あまくない砂糖の話』の制作にあたって大いに参考になったという。また、映画の製作にあたっては3年の年月を費やしたという。
ガモーの妻ゾーイ・タックウェル・スミス(Zoe Tuckwell-Smith)も出演しており、夫が実験を開始する前日、夫に対して冗談めかすように「I hope you're Okay.」（「無事でありますように」）との言葉を投げかけている。実験開始前の時点で彼女は妊娠中であり、本作の製作中に娘を出産している。

## 批評
アメリカ合衆国で公開された際の本作に対する評価は、一般には好意的な見方が多い。ニューヨーク・タイムスは、本作に対して「コンピューターを駆使した映像、たくさんの音楽、寸劇、アニメーション、大胆な実地旅行を心地よく融合させており、『栄養とは何か』が分かりやすく『消化』できる」と評価している。
ハリウッド・リポーターは、「ガモーはその明確な使命感でもって、扱いづらい要素のある題材を、和らげ、楽しめるような形にすることで、一般の人たちも理解しやすい作品を作り上げるのに成功している」と評している。
一方で、アメリカの時事雑誌『スレート』(Slate)は、本作に対して「この映画はかなりの加工処理がなされており、内容に深みは無く、見え透いた議論で満ちており、その論拠薄弱さを視聴者に対して隠している」と批判している。
オーストラリアの日刊紙『シドニー・モーニング・ヘラルド』(Sydney Morning Herald)は、本作に対して「この映画の中心的な議論の仕方は定義上非科学的である。ガモーの一人実験は綿密さに欠け、何も証明できるようなものではない」と評している。

## 参考
1. ↑  “That Sugar Film (2015)”.   The Numbers. 2016年10月28日閲覧。
2. 1 2  Engber, Daniel (2015年8月10日). “That *#^% Sugar Film”. Slate. 2016年10月28日閲覧。
3. ↑  Gameau, Damon (2015年6月27日). “I ate 40 teaspoons of sugar a day. This is what happened”. The Telegraph. 2016年10月28日閲覧。
4. ↑  Pauline Askin (2015年2月25日). “Aussie actor gets sugar rush from low-fat health foods”.  Reuters. 2019年10月6日閲覧。
5. ↑  Gold, Daniel (2015年7月30日). “Review: In ‘That Sugar Film,’ a Bitter Truth”. The New York Times. 2016年10月28日閲覧。
6. ↑  Dalton, Stephen (2015年6月28日). “'That Sugar Film': Film Review”. The Hollywood Reporter. 2016年10月28日閲覧。
7. ↑  Wilson, Jake (2015年3月5日). “That Sugar Film review: Powerful propaganda proves little”. The Sydney Morning Herald. 2016年10月28日閲覧。

- Buckmaster, Luke (2015年3月2日). “That Sugar Film: how 60 days of eating ‘health food’ led to fatty liver disease”. The Guardian. 2019年10月6日閲覧。
- Simon, Alissa (2015年7月13日). “Film Review: ‘That Sugar Film’”. Variety. 2019年10月6日閲覧。